# IC 1856
IC 1856 est une galaxie spirale barrée située dans la constellation de la Baleine. Sa vitesse par rapport au fond diffus cosmologique est de (6273 ± 15) km/s, ce qui correspond à une distance de Hubble de 92,5 ± 6,5 Mpc (∼302 millions d'al). Elle a été découverte par l'astronome français Stéphane Javelle en 1898.
La classe de luminosité de IC 1856 est I-II et elle présente une large raie HI.
Les galaxies IC 1856 et NGC 1094 sont dans la même région du ciel et selon l'étude réalisée par Abraham Mahtessian, elles forment une paire de galaxies.
À ce jour, sept mesures non basées sur le décalage vers le rouge (redshift) donnent une distance de 98,133 ± 7,416 Mpc (∼320 millions d'al), ce qui est à l'intérieur des valeurs de la distance de Hubble.